# Stroheckeria quadrimaculata
Stroheckeria quadrimaculata es una especie de coleóptero de la familia Endomychidae.

## Distribución geográfica
Habita en Vietnam.